# Libertà economica
La libertà economica è la libertà di produrre, scambiare e consumare ogni prodotto o servizio richiesto, senza l'uso della forza e della coercizione, e senza l'intervento dello Stato. La libertà economica è la base necessaria per un sistema liberale e liberista, e vede nelle sue fondamenta diritti fondamentali come quelli alla proprietà privata e all'iniziativa privata.

## Normativa
La libertà economica è tutelata dall'articolo 16 della Carta di Nizza.
Il Trattato di Maastricht afferma che l'economia europea deve essere un'economia di mercato aperta e in libera concorrenza (art. 4 del Trattato istitutivo, nel testo modificato dal Titolo II, art. G, del Trattato di Maastricht): «L'azione degli Stati membri e della Comunità deve essere improntata ad una politica economica ondotta conformemente al principio di un'economia di mercato aperta e in libera concorrenza». Un'economia di mercato aperta presuppone la libera circolazione di merci, persone, idee e capitali, sancito nel Trattato di Schengen, e la libertà di stabilimento dei cittadini all'interno dell'Unione Europea.
Ciò contrasta con le Costituzioni di alcuni Stati membri, come la Germania che adotta un'economia sociale di mercato, oppure dell'Italia (art. 41) che in modo analogo afferma che l'economia deve essere indirizzata a fini sociali, e che tale funzione di indirizzo debba essere svolta dallo Stato (interventismo). Il diritto dell'Unione ammette che il ruolo dello Stato nei confronti dei soggetti economici non si limiti a quello di garante della libera concorrenza (tramite il diritto antitrust), ma abbia potere dispositivo in merito ai servizi essenziali e alle questioni di sicurezza.